# Qibao
Qibao (chiń. 七宝站) – stacja początkowa metra w Szanghaju, na linii 9. Zlokalizowana jest pomiędzy stacjami Zhongchun Lu i Xingzhong Lu. Została otwarta 29 grudnia 2007.